# Laurie MacDonald
Laurie MacDonald (* 19. Dezember 1953 in Watsonville, Kalifornien) ist eine US-amerikanische Filmproduzentin. Sie ist mit dem Filmproduzenten Walter F. Parkes verheiratet. Das Ehepaar arbeitet für das Filmstudio DreamWorks SKG.
Laurie MacDonald war kurzzeitig als Model tätig und begann ihre Tätigkeit beim lokalen Fernsehen in Kalifornien. Anfang der 1980er Jahre kam sie als Executive Producer zu Columbia Pictures. Hier lernte sie ihren späteren Ehemann Walter F. Parkes kennen. Mit ihm gründete sie 1997 die eigene Produktionsfirma. Als Produzentin und ausführende Produzentin war sie an mehr als 40 Produktionen beteiligt. 
1998 wurde sie gemeinsam mit ihrem Mann für Men in Black mit dem Satellite Award in der Kategorie Best Motion Picture, Animated or Mixed Media ausgezeichnet.

## Filmografie (Auswahl)
- 1997: Men in Black
- 2002: Ring
- 2002: Men in Black II
- 2002: Minority Report
- 2004: Lemony Snicket – Rätselhafte Ereignisse (Lemony Snicket’s A Series Of Unfortunate Events)
- 2004: Terminal
- 2005: Ring 2 (The Ring 2)
- 2005: Die Legende des Zorro (The Legend of Zorro)
- 2005: Solange du da bist (Just Like Heaven)
- 2007: Sweeney Todd – Der teuflische Barbier aus der Fleet Street (Sweeney Todd: The Demon Barber of Fleet Street)
- 2008: Auf brennender Erde (The Burning Plain)
- 2009: Der Fluch der 2 Schwestern (The Uninvited)
- 2010: Dinner für Spinner (Dinner for Schmucks)
- 2012: Men in Black 3
- 2012: Flight
- 2015: Malala – Ihr Recht auf Bildung (He Named Me Malala, Dokumentarfilm)
- 2016: Die Jones – Spione von nebenan (Keeping Up with the Joneses)
- 2017: Rings
- 2019: Men in Black: International
- 2025: Deep Cover